# Giovanni Battista Chiocchetti

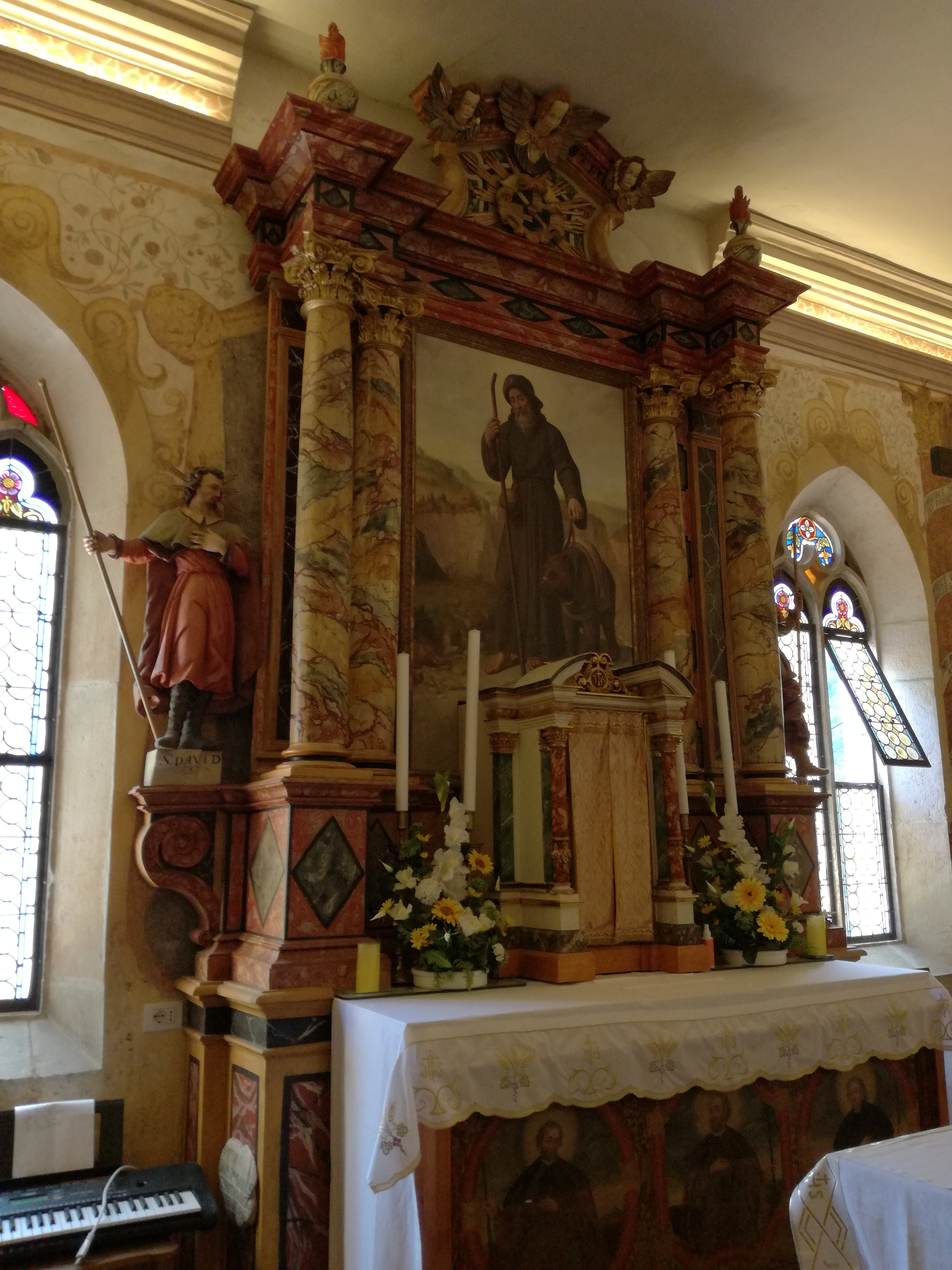
San Romedio, 1905, santuario di San Romedio

Giovanni Battista Chiocchetti (Moena, 16 ottobre 1843 – Trento, 5 giugno 1917) è stato un pittore italiano. Artista prevalentemente di ambito religioso, realizzò numerose opere per le chiese trentine.

## Biografia

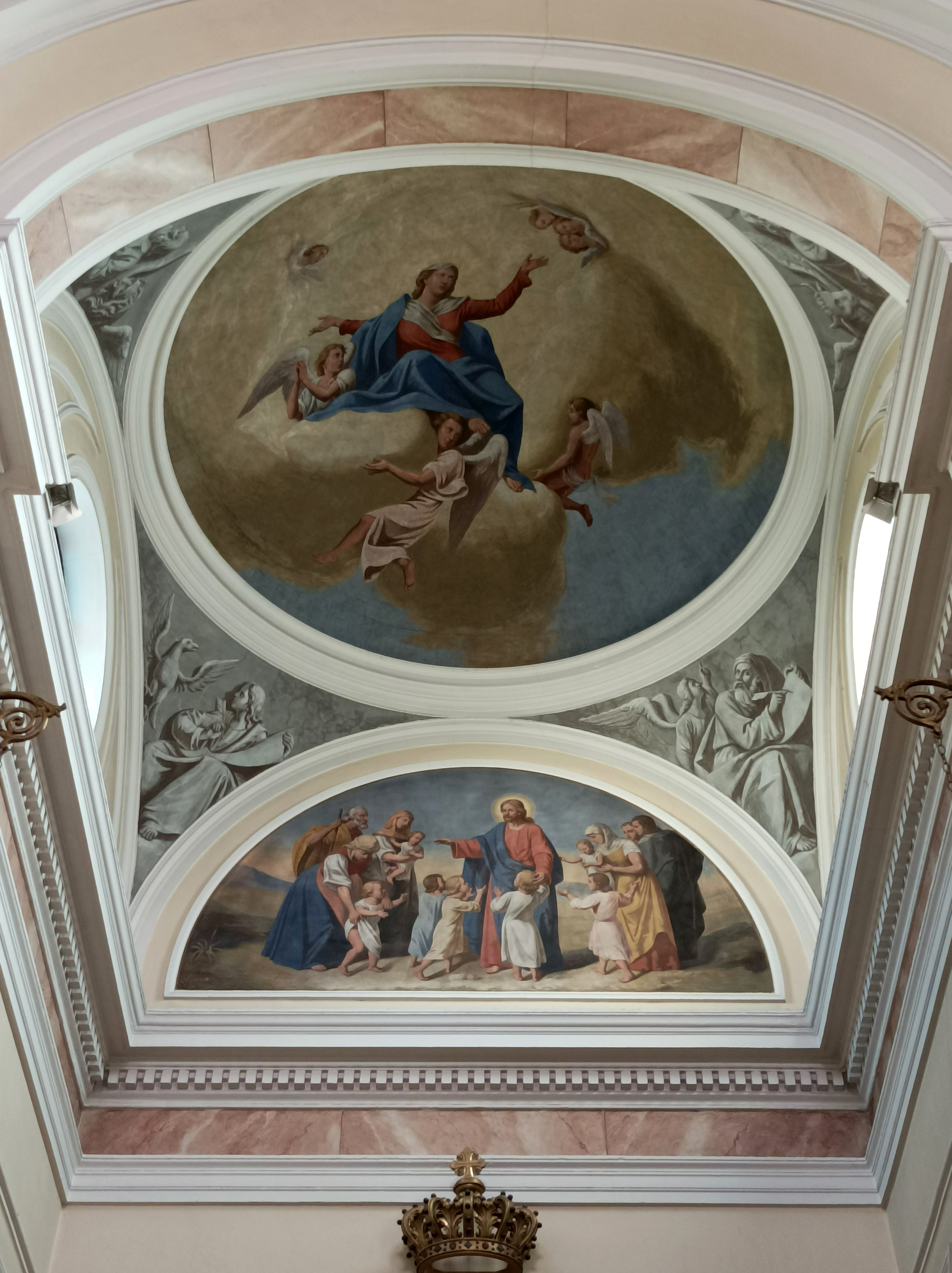
Affreschi del presbiterio della chiesa dello Sposalizio di Maria Vergine a Trento (1898)

Nel 1862 si iscrisse all'Accademia di belle arti di Venezia, che frequentò per quattro anni. Seguirono poi altre esperienze di studio, presso le Accademie di Monaco di Baviera (1868) e di Roma, dove si perfezionò nel 1870. Dal 1872 l'artista risiedette a Trento.
Conquistò anche dei riconoscimenti all'Esposizione Vaticana del 1888 con l'opera Sacro cuore di Gesù e all'Esposizione di Arte Sacra a Senigallia del 1894 con il Cristo nel sepolcro.
Nel 1897 fu nominato membro dell'Accademia di Scienze, Letteratura, Arti e Industrie di Firenze. Per le chiese trentine realizzò dipinti murali (San Lorenzo, Pinzolo; Santi Gervasio e Protasio, Denno), pale d'altare (Sant'Agata, Besenello; Santuario di San Romedio), ma anche Viae Crucis (Santissimo Redentore, Levico; Santi Filippo e Giacomo, Predazzo) o dipinti per gonfaloni.
(Thieme-Becker, 1912)

## Opere

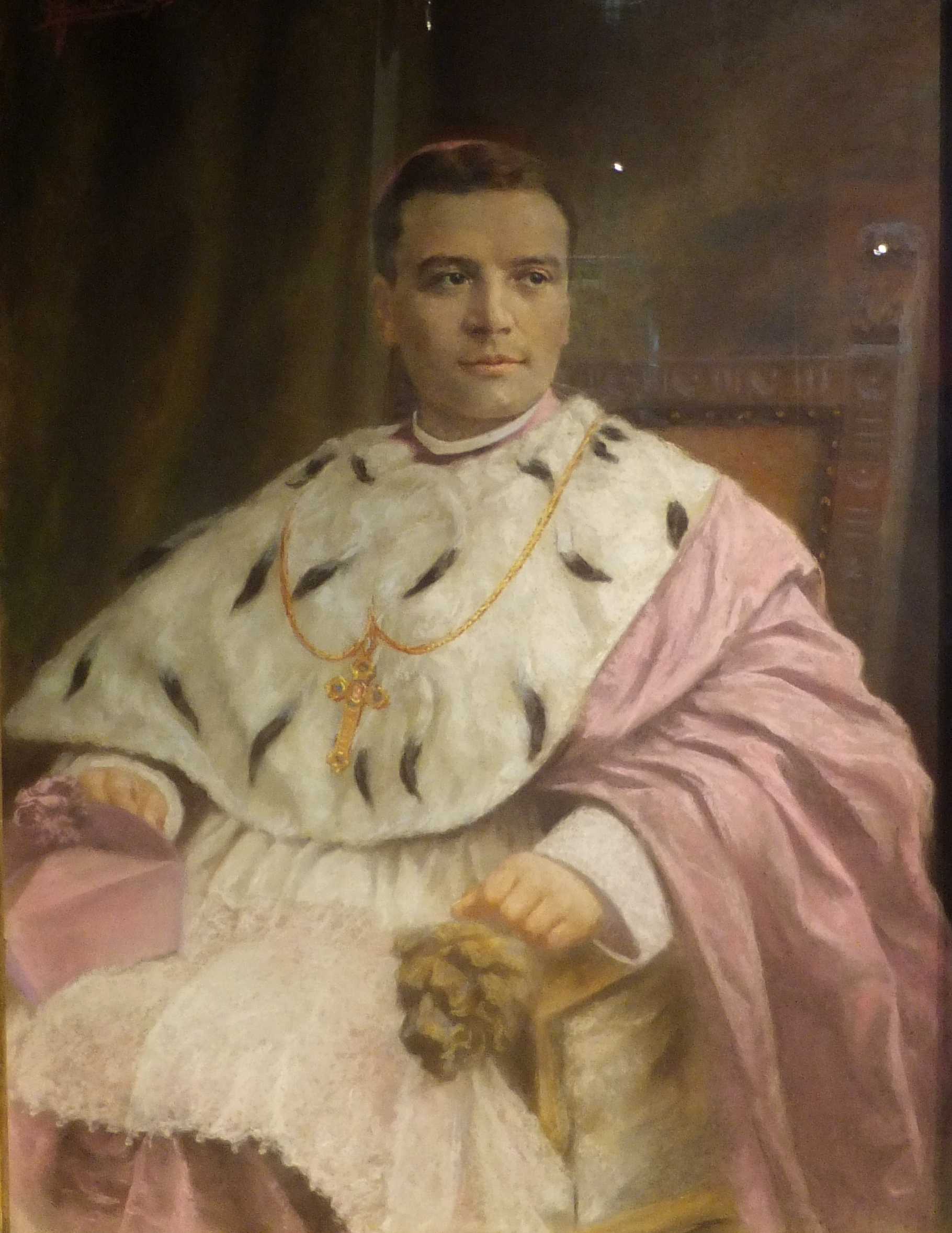
Ritratto di monsignor Celestino Endrici nel giorno del suo insediamento, 1905, Museo casa De Gasperi (Pieve Tesino)

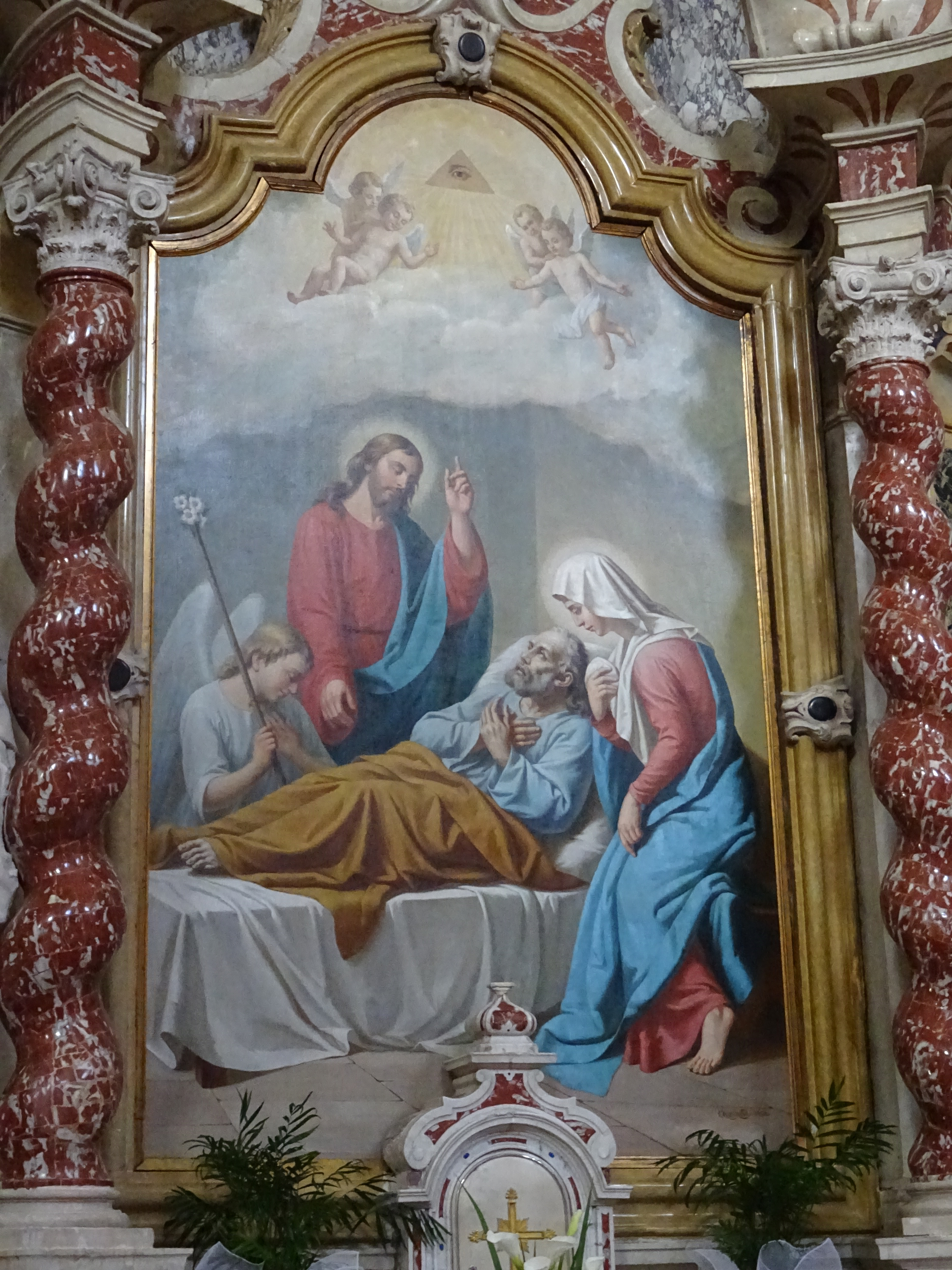
Transito di San Giuseppe, 1904, chiesa di Santa Giustina a Creto (Pieve di Bono-Prezzo)

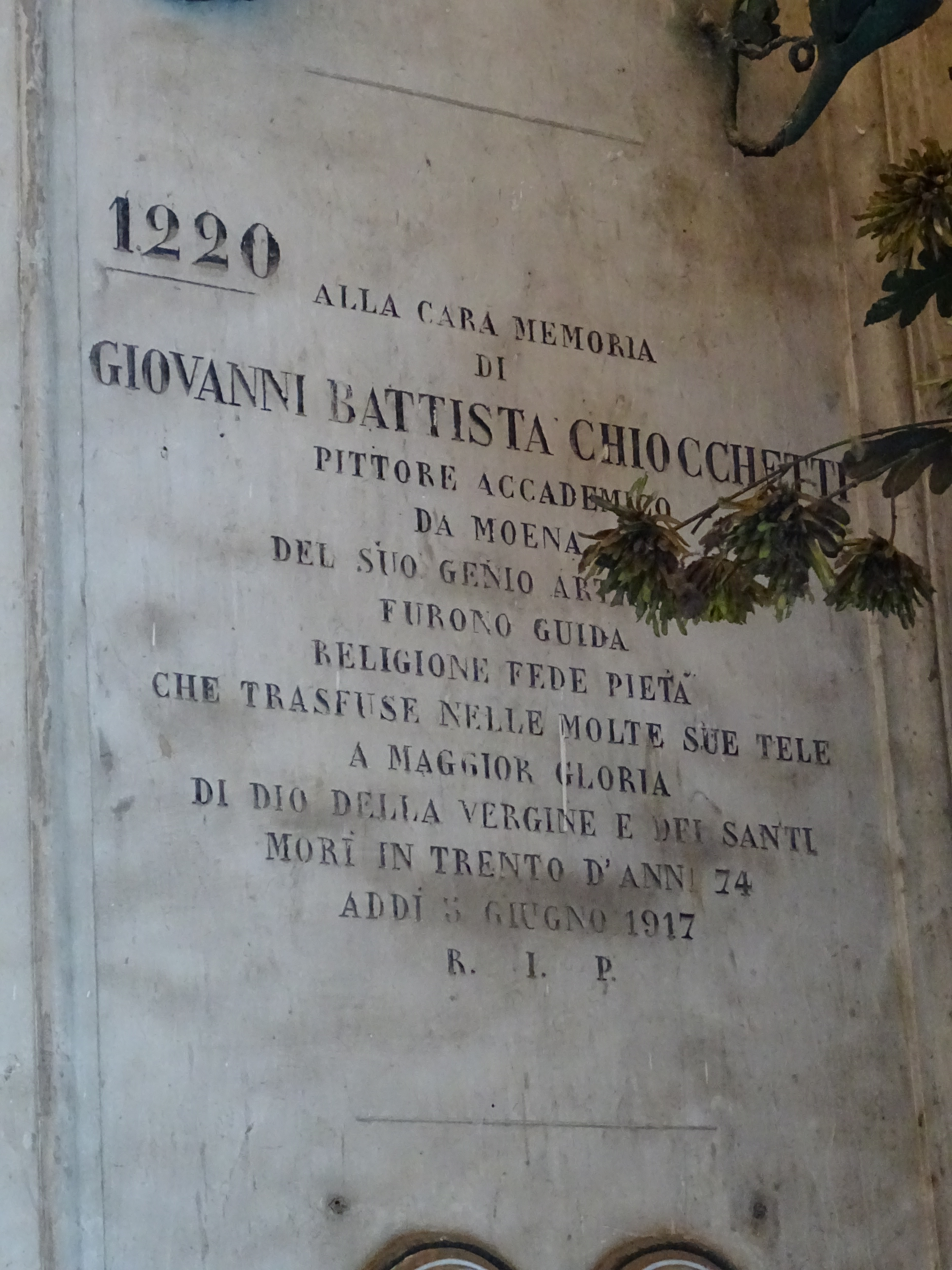
La tomba di Chiocchetti nel cimitero monumentale di Trento

### Dipinti murali
- Chiesa dei Santi Pietro e Paolo a Roncegno Terme (ultimo decennio del XIX secolo). Sulla volta del presbiterio sono raffigurati gli Evangelisti[2]
- Chiesa dello Sposalizio di Maria Vergine a Trento (1898). Oltre ai dipinti murali interni, tra i quali nel catino absidale Gesù Cristo che benedice i fanciulli, realizzò il dipinto della lunetta del portale raffigurante il Matrimonio di Maria[3]
- Chiesa dei Santi Gervasio e Protasio a Denno (1907)
- Chiesa dei Santi Filippo e Giacomo a Terres (Contà) (1907)[4]

### Pale d'altare
- Sant'Agata in gloria, 1877, olio su tela, pala dell'altare maggiore della chiesa di Sant'Agata a Besenello[5]
- Madonna con Bambino e i santi Nicolò e Pietro, 1881, olio su tela, 256 x 74 cm, pala dell'altare maggiore della chiesa di San Nicolò a Centa San Nicolò (Altopiano della Vigolana)[6]
- Sacra famiglia, 1884, olio su tela, 200 x 100 cm, pala dell'altare maggiore della chiesa della Madonna della Neve ad Avio[7]
- Sacro Cuore di Gesù, 1901, olio su tela, 210 x 150 cm, chiesa di San Vigilio a Moena[8]
- Transito di San Giuseppe, 1904, olio su tela, pala del terzo altare laterale sinistro della chiesa di Santa Giustina a Creto (Pieve di Bono-Prezzo)[9][10]
- San Romedio, 1905, olio su tela, pala dell'altare maggiore della chiesa di San Romedio nel santuario di San Romedio[11]

### Ritratti
- Ritratto del vescovo Eugenio Carlo Valussi, post 1886, olio su tela, 67 x 55.5 cm, Museo diocesano tridentino
- Ritratto di monsignor Celestino Endrici nel giorno del suo insediamento, 1905, olio su tela, Museo casa De Gasperi a Pieve Tesino
- Ritratto di Celestino Endrici, 1909, olio su tela, Casa Endrici a Don[12]

### Via Crucis
- Chiesa dei Santi Filippo e Giacomo a Predazzo (1870)
- Chiesa del Santissimo Redentore a Levico Terme (1884)